# Matahari Hypermart
Matahari Hypermart – indonezyjska sieć detaliczna oferująca artykuły codziennego użytku. Należy do przedsiębiorstwa PT Matahari Putra Prima Tbk. W kraju istnieje ponad 100 sklepów Hypermart.
Należy do przedsiębiorstwa Matahari Putra Prima z siedzibą w mieście Tangerang (prowincja Banten). Firma została założona w 1986 roku.